# Castillo de Aggstein
El castillo de Aggstein es un castillo en ruinas situado en el distrito de Melk, Austria, cuyos orígenes se remontan al siglo XII.

## Historia
A principios del siglo XII, en la época de los Kuenringers, el castillo fue asediado y destruido por lo menos dos veces. Sólo las partes de la base sobre la llamada Bürgel (pequeño castillo) están en el afloramiento occidental, también se encuentra una estructura de roca en el lado este.
En 1477, el duque Leopoldo III de Austria adquirió el castillo y lo ocupó con inquilinos y cuidadores para detener las incursiones. En 1529, el castillo fue arrasado por un grupo de turcos durante el primer asedio turco a Viena. Fue reconstruido y equipado con troneras para piezas de artillería.
En la actualidad, las ruinas de Aggstein reciben alrededor de 55 000 visitantes al año, lo que las convierte en una de las atracciones turísticas más populares de Baja Austria.